# 杉本天昇
杉本 天昇（すぎもと てんしょう、1998年〈平成10年〉7月20日 - ）は、日本のプロバスケットボール選手。秋田県秋田市出身。ポジションはシューティングガード。B.LEAGUE・ファイティングイーグルス名古屋及び3x3.EXE PREMIER・八戸ダイム所属。

## 来歴
秋田市立旭北小学校時代から、大量得点者として知られており、全県大会決勝で43得点を記録し、秋田魁新報でも大きな見出しで報道された。
秋田市立山王中学校卒業時に、秋田ノーザンハピネッツヘッドコーチの中村和雄が、高校大学を飛ばして秋田に入団させようと試みたが
失敗に終わる。
2016年2月7日、小田原アリーナにて行われた新人戦関東大会高校男子決勝で、60得点、圧倒する。
2016年のFIBAアジアU-18大会カザフスタン戦では、43得点をあげ爆発力を見せた。
日本大学3年次の2020年2月7日、Bリーグの特別指定選手制度によりレバンガ北海道に加入、同年3月30日の活動終了までの間、1試合に出場した。

4年次となった2021年1月1日には、特別指定選手制度によりB2・群馬クレインサンダーズに加入したが、2月5日のバンビシャス奈良戦で左ひざ前十字靭帯断裂など全治9か月の怪我を負い、このシーズンは7試合の出場に留まった。
2021年6月18日、B1に昇格した群馬は杉本との契約更新を発表した。
2022年、新潟アルビレックスBBに移籍。京都戦で8本の3Pを沈めてキャリアハイを更新する28得点。

## 個人成績

### レギュラーシーズン
| Year    | Team   | GP | GS | MPG | FG(%) | 3P(%) | FT(%) | RPG | APG | SPG | BPG | PPG |
| ------- | ------ | -- | -- | --- | ----- | ----- | ----- | --- | --- | --- | --- | --- |
| 2019-20 | 北海道 | 1  | 0  | 4.0 | .500  | .000  | 1.000 | 0.0 | 0.0 | 0.0 | 0.0 | 4.0 |
| 2020-21 | 群馬   | 7  | 0  | 7.4 | .500  | .500  | .778  | 1.3 | 0.3 | 0.1 | 0.0 | 4.9 |

### 代表戦
| Year | Team          | GP | GS | MPG   | FG(%) | 3P(%) | FT(%) | RPG | APG | SPG  | BPG | PPG  |
| ---- | ------------- | -- | -- | ----- | ----- | ----- | ----- | --- | --- | ---- | --- | ---- |
| 2016 | FIBA Asia U18 | 8  |    | 21.25 | .457  | .300  | .615  | 3.4 | 1.2 | 1.63 | .0  | 18.4 |
| 2017 | U19 World Cup | 7  | 1  | 18.20 | .361  | .276  | .600  | 2.6 | 1.9 | 1.0  | .1  | 8.3  |

## ギャラリー

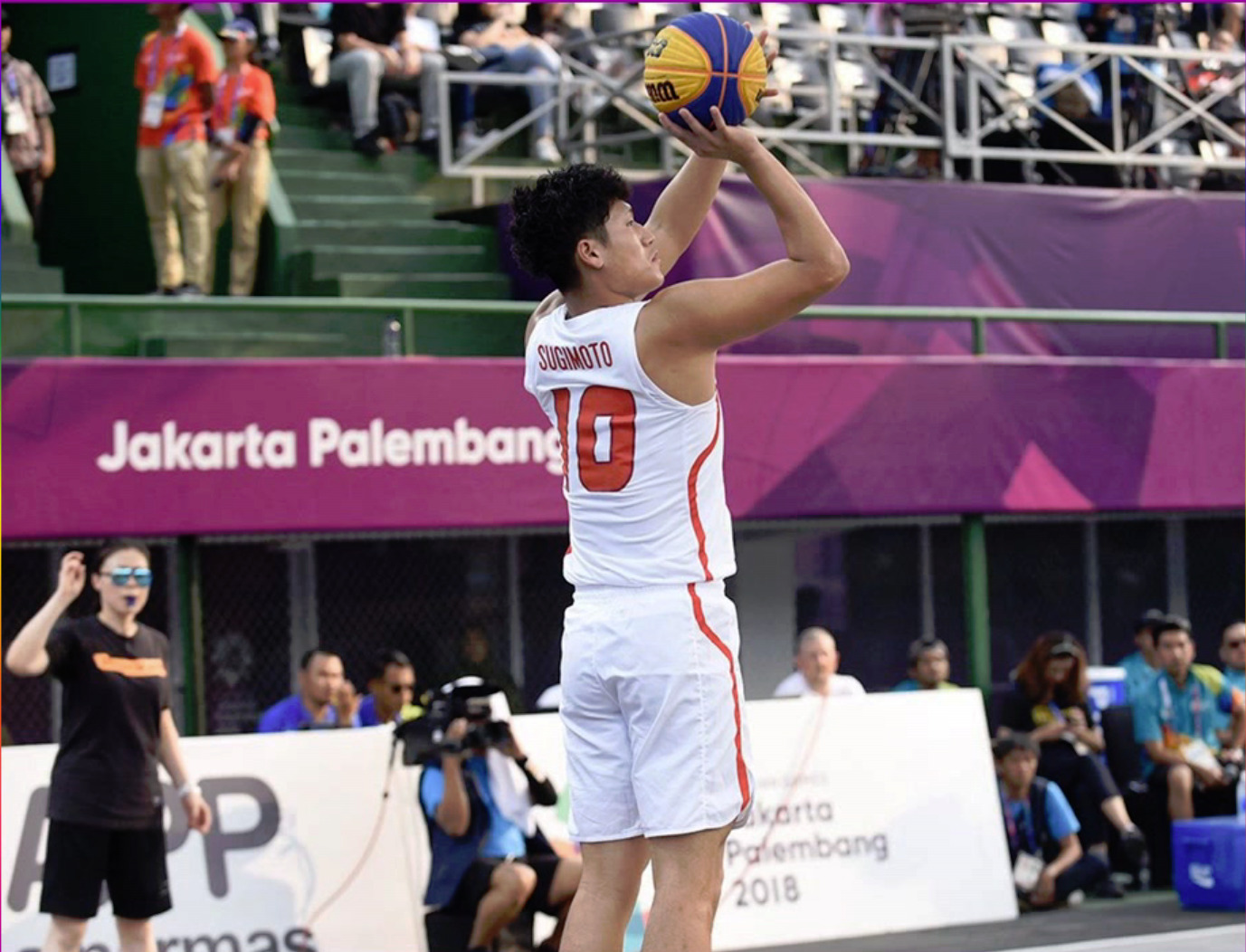
ジャカルタ・パレンバアジア競技大会2018
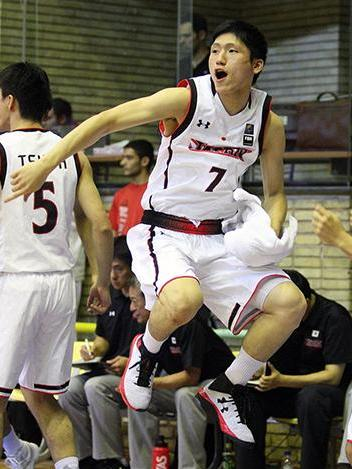
バスケットボールアジアU-18選手権
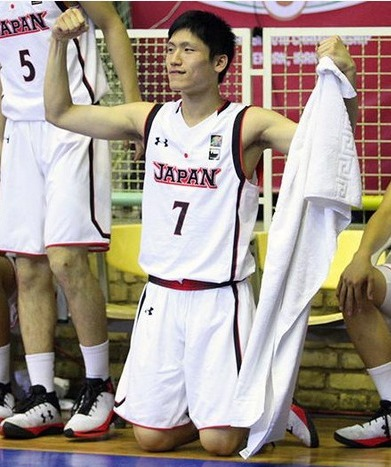
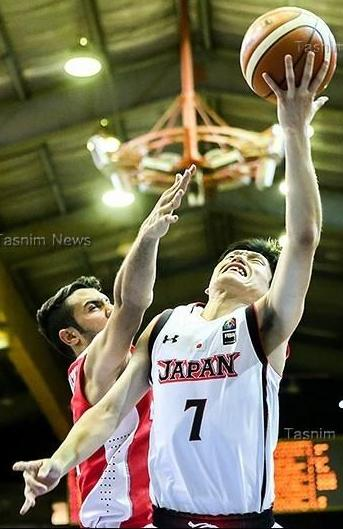

## 人物
- 試合前は、何も考えず、「無」の状態で臨むようにしている[12]。
- 拳を突き出す「天昇ポーズ」がトレードマーク。